# Giovanni I di Sutri
Giovanni (fl. IX secolo) è stato vescovo di Sutri, storicamente documentato nell'853 e nell'861.

## Biografia
Non si hanno notizie sulla vita e l'operato del vescovo Giovanni. È noto solo per la sua partecipazione a due concili romani, il primo celebrato da papa Leone IV nel mese di dicembre dell'853, e il secondo indetto da papa Niccolò I nel mese di novembre 861.
Il primo concilio si inserisce nella lunga lotta che Leone IV intraprese contro uno dei chierici della Chiesa romana, Anastasio, noto più tardi come Anastasio bibliotecario. Attorno all'847/848 questi era diventato presbitero del titolo di San Marcello, ma all'insaputa del papa, aveva abbandonato la sua chiesa. È probabile che intervennero altri fattori di rottura tra i due, che non conosciamo, poiché da questo momento Leone IV iniziò una sua personale e tenace battaglia contro Anastasio, scomunicato in contumacia per tre volte, la prima nell'850, e poi a maggio e a giugno dell'853.
Il papa convocò un altro concilio per dicembre 853, al quale invano intimò ad Anastasio di presentarsi. L'assise sinodale, composta di 67 vescovi e diversi presbiteri e diaconi della Chiesa romana, approvò 42 canoni (chiamati capitula) di riforma e condannò in via definitiva Anastasio, che fu deposto dal sacerdozio senza possibilità di reintegrazione. La sottoscrizione di Iohannes episcopus Sutrensis si trova in 11ª posizione tra Adriano di Ferentino e Agatone di Todi.
Il concilio dell'861 invece fa parte di quella lunga controversia che oppose, con alterne vicende, la Chiesa di Ravenna a quella romana fin dall'inizio dell'VIII secolo, a causa dei tentativi degli arcivescovi ravennati di rendersi indipendenti e autonomi rispetto al potere papale. Lo scontro in particolare oppose Niccolò I all'arcivescovo Giovanni (850-878), che fu scomunicato dal papa nel mese di febbraio 861. Un nuovo concilio si svolse a Roma tra il 16 e il 18 novembre, durante il quale l'arcivescovo ravennate si sottomise all'autorità pontificia. Iohannes Sutrino sottoscrisse i decreti conciliari in 47ª o 49ª posizione, tra Martino di Priverno e Sergio di Sabina.